# Regiony Słowacji

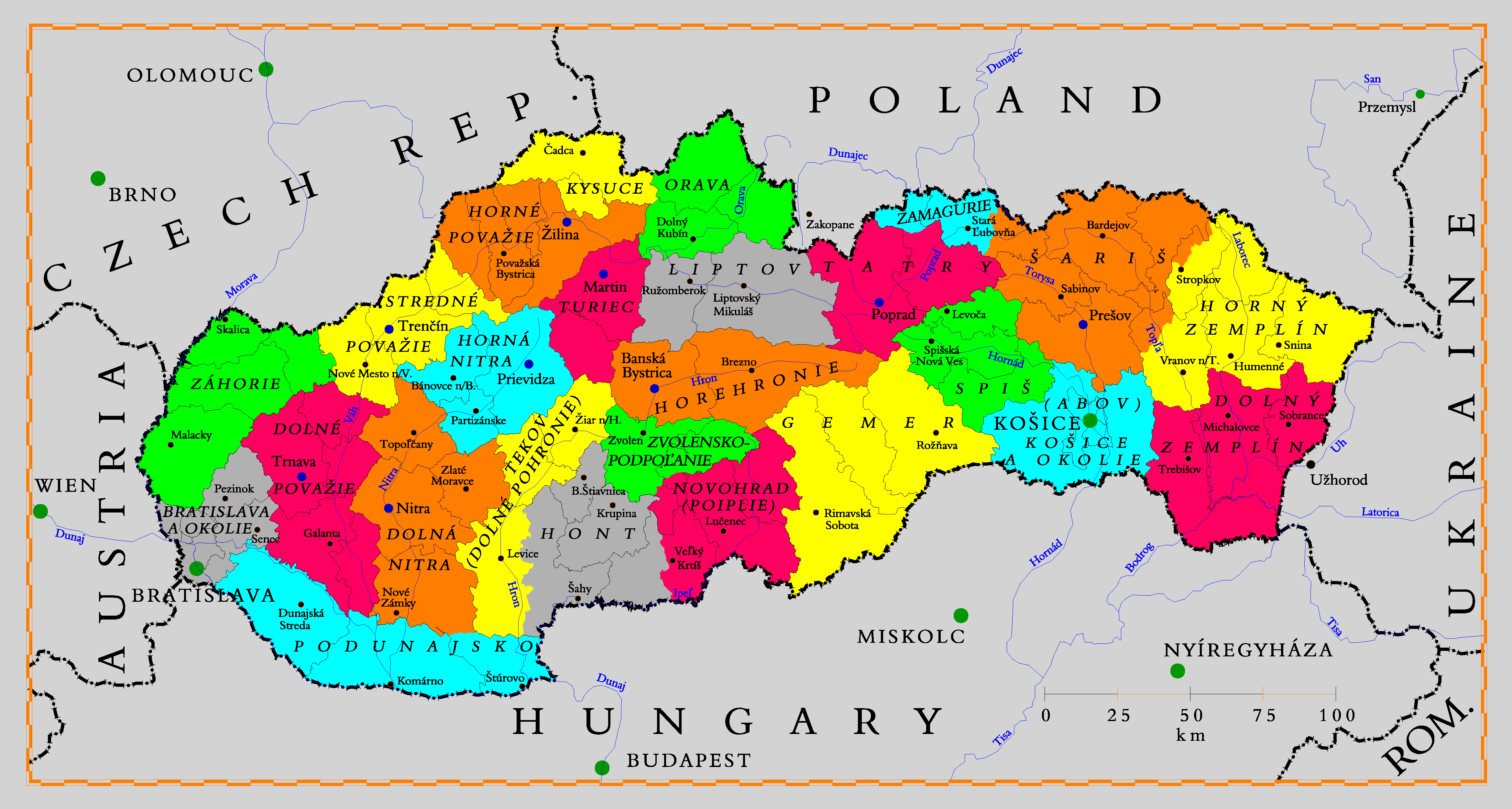
Regiony turystyczne na Słowacji

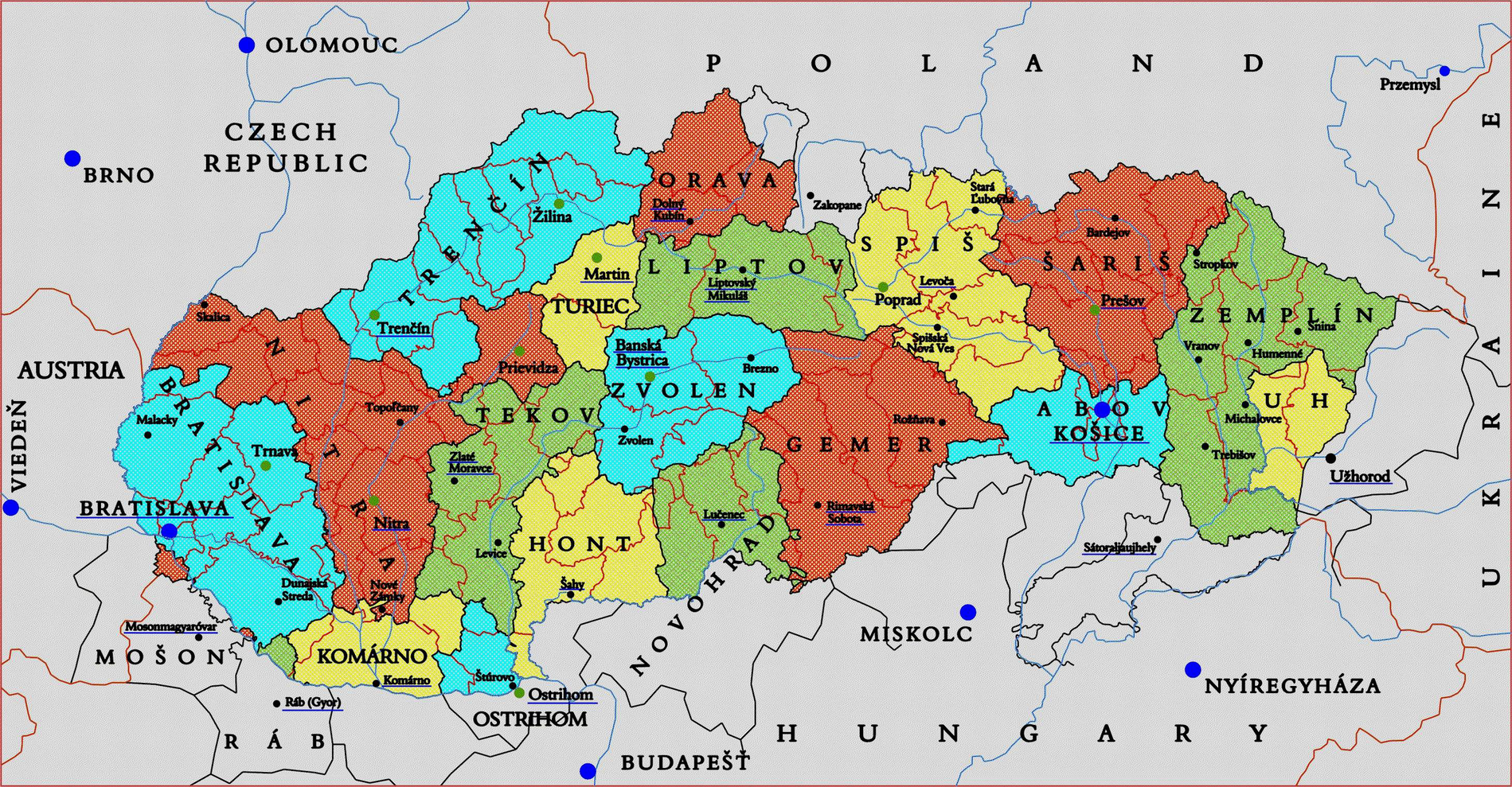
Dawne komitaty węgierskie na terenie dzisiejszej Słowacji

Jedną z pozostałości wielowiekowej przynależności Słowacji do Królestwa Węgier (896–1918) jest tradycyjny podział Słowacji na regiony. Podział ten nie pokrywa się z obecnym podziałem administracyjnym Słowacji, jednak jest szeroko używany wśród mieszkańców Słowacji i stanowi podstawę do podziału Słowacji na regiony turystyczne, używanego przez publiczne instytucje promujące turystykę. 
Podstawą podziału Słowacji na regiony jest podział administracyjny z czasów Królestwa Węgier – na komitaty – zmodyfikowany przez czynniki geograficzne i kulturowe. Regiony te to: 
- w zachodniej Słowacji: 
  - Bratysława (Bratislava a okolie),
  - Górna Nitra (Horná Nitra),
  - Dolina Hronu (Pohronie),
  - Dolina Dunaju (Podunajsko),
  - Dolina Nitry (Ponitrie),
  - Dolina Wagu (Považie),
  - Tekov,
  - Trnava (Trnava a okolie),
  - Záhorie,
- w środkowej Słowacji: 
  - Gemer,
  - Hont[1],
  - Horehronie,
  - Kysuce,
  - Liptów (Liptov),
  - Novohrad[1],
  - Orawa (Orava),
  - Podpoľanie,
  - Turiec,
- we wschodniej Słowacji: 
  - Abov (także Košice a okolie),
  - Spisz (Spiš),
  - Szarysz (Šariš),
  - Zamagurze (Zamagurie),
  - Zemplín.